# Grallaria ridgelyi
Grallaria ridgelyi е вид птица от семейство Grallariidae. Видът е застрашен от изчезване.

## Разпространение
Разпространен е в Еквадор и Перу.